# Pays de Galles méridional
Pour les articles homonymes, voir South Wales (homonymie).
South Wales, De Cymru
Le pays de Galles méridional (Southern Wales en anglais), ou le sud du pays de Galles (South Wales en anglais et De Cymru en gallois), localement nommé « le Sud » (the South en anglais et y De en gallois), est une région non officielle du pays de Galles.
Zones principales
- Restreinte (Blaenau Gwent, Bridgend, Caerphilly, Cardiff, Carmarthenshire, Merthyr Tydfil, Monmouthshire, Neath Port Talbot, Newport, Pembrokeshire, Rhondda Cynon Taf,  Swansea, Torfaen et Vale of Glamorgan)
- Étendue (Blaenau Gwent, Bridgend, Caerphilly, Cardiff, Carmarthenshire, Ceredigion, Merthyr Tydfil, Monmouthshire, Neath Port Talbot, Newport, Pembrokeshire, Powys, Rhondda Cynon Taf, Swansea, Torfaen, Vale of Glamorgan)

Comtés
- Territoire approximatif (Carmarthenshire, Monmouthshire, Glamorgan et Pembrokeshire)

## Définition
Le pays de Galles méridional recouvre les boroughs de comté de Blaenau Gwent, de Bridgend, de Caerphilly, de Merthyr Tydfil, de Neath Port Talbot, de Newport, de Rhondda Cynon Taf et de la Torfaen, ainsi que les comtés de Cardiff, du Carmarthenshire, du Monmouthshire, et du Pembrokeshire.
Il est bordé à l’est et au sud par l’Angleterre et le canal de Bristol, au nord par la partie centrale du pays de Galles, et à l’ouest par sa partie occidentale.
On distingue, au sein de cet ensemble :
- la partie occidentale, dite « sud-ouest du pays de Galles », voire simplement « ouest du pays de Galles » (Carmarthenshire, Neath Port Talbot, Pembrokeshire et Swansea) ;
- le partie orientale (en), dite « sud-est du pays de Galles » (Blaenau Gwent, Bridgend, Caerphilly, Cardiff, Merthyr Tydfil, Monmouthshire, Newport, Rhondda Cynon Taf, Torfaen et Vale of Glamorgan).

Électoralement, la notion de sud du pays de Galles est plus restreinte, n’incluant pas les comtés du Dyfed (Carmarthenshire et Pembrokeshire). Trois espaces existent :
- la partie occidentale, dite « ouest du pays de Galles septentrional » (Bridgend, Neath Port Talbot et Swansea) ;
- la partie centrale, dite « centre du pays de Galles septentrional » (Cardiff, Rhondda Cynon Taf et Vale of Glamorgan)
- et la partie orientale, dite « est du pays de Galles septentrional » (Blaenau Gwent, Caerphilly, Merthyr Tydfil, Monmouthshire, Newport, et Torfaen).